# Borja Cardelús
Borja Cardelús (Madrid, 1946) es un escritor español. Autor prolífico como novelista, divulgador de la naturaleza y medio ambiente, editor de documentales, conferenciante y escritor, ha sido galardonado, entre otros, con el Premio Nacional de Medio Ambiente (2001) y la Medalla al Mérito Agrícola.

## Biografía
Francisco de Borja Cardelús Muñoz-Seca nació en Madrid en el año 1946. Es nieto del dramaturgo Pedro Muñoz Seca y primo del periodista Alfonso Ussía. Después de licenciarse en Derecho y en Ciencias Económicas ingresó por oposición en el Cuerpo Técnico de la Administración Civil del Estado, destinado a la Presidencia del Gobierno.
En 1979 fue nombrado presidente del Patronato del parque nacional de Doñana, cargo que ocupa hasta marzo de 1981.
En 1982 inició una labor de divulgación de la Naturaleza y Medio Ambiente, principalmente a través de televisión pero también de diversos medios escritos.
En 1996 fue nombrado por el Consejo de Ministros secretario general de Medio Ambiente en el Ministerio que por entonces dirigía Isabel Tocino. Cesó menos de un año después a petición propia. El cargo conllevaba la Presidencia del Organismo Autónomo Parques Nacionales.
En 1998 creó y dirigió la Unidad de Naturaleza de Televisión Española, desde la que impulsó la emisión de series y documentales sobre medio ambiente.
Desde 2002, se dedicó a difundir legado español en el mundo, tanto a través de medios escritos como audiovisuales, dirigiendo por ejemplo un Unidad Audiovisual en el Ministerio de Asuntos Exteriores para la mejora de la imagen de España. También ha sido responsable del portal web de sobre el legado español en los EE. UU. tras ser designado Cooperador Iberoamericano por la Secretaría permanente de la Cumbre Iberoamericana de naciones.

## Puestos desempeñados
- Vicepresidente del comité MAB (Man and Biosphere) español de la UNESCO
- Presidente del Patronato de Doñana
- Presidente del Organismo Autónomo Parques Nacionales
- Secretario General de Medio Ambiente
- Miembro del Consejo Superior de Investigaciones Científicas (CSIC)
- Presidente de la Fundación Civilización Hispánica

## Obra del autor

### Dirección de las siguientes series documentales deRTVE
- Los Parques Nacionales de España
- Naturaleza Ibérica
- La Marisma y el Llano
- De Polo a Polo
- La España salvaje
- La España salvaje 2
- Recuerdos del Peregrino
- El Arca de Félix
- La costa salvaje

### Publicaciones relacionadas con el Medio Ambiente
- El mundo de Doñana
- Parques Nacionales se España
- Naturaleza Ibérica
- La Marisma y el Llano
- Momentos Estelares de la Naturaleza española
- Momentos Estelares de la Naturaleza en el Cono Sur
- Un año en la vida de la España Salvaje
- Enciclopedia de la Naturaleza española
- Enciclopedia de la España Salvaje

### Novela rural y de la Naturaleza
- Monte y Albero
- 24 horas de la fauna ibérica
- El alimañero
- El último trashumante
- Voces de la Marisma
- Historias milenarias de las tierras ibéricas
- Crónicas de la Memoria rural española
- Fugitivo
- La España del silencio (recopilación de las obras completas del mundo rural)

### Largometrajes documentales sobre Historia de América
- El Camino Real
- Crónicas paralelas de Iberoamérica
- El tiempo recobrado: La obra de Legazpi

### Obras de divulgación sobre América
- El Camino Real de tierra Adentro
- El Capac Ñan (El Gran Camino Inca)
- El Camino de las Mulas
- El Camino de las Misiones guaraníes
- El Camino Real al alto Perú
- Luces de la Cultura Hispana
- Momentos estelares de las Américas
- La huella de España y de la cultura hispana en los Estados Unidos
- Hispanic Heritage in the United States of America
- La Florida española
- El Mar español (España en el Pacífico)
- El Legado español en los Parques Nacionales de los Estados Unidos (Sitios españoles administrados por National Park Service)
- Autor de la página del Cultural Institute de Google sobre la Herencia española en Estados Unidos
- La Civilización Hispánica (Ed. Edaf)
- Inca (Ed. Polifemo)
- América Hispánica. La obra de España en el Nuevo Mundo. (Recopilación de las obras completas sobre la Hispanidad)
- Los Paneles Hispánicos (serie de 30 carteles sobre la obra de España en el Nuevo Mundo).

### Teatro
- El país de las furgonetas blancas
- La escalera de la felicidad

### Humor
- Rodando por la América Salvaje
- Vanitas vanitatis
- El Patio andaluz
- El esperpento ibérico

## Premios
- Medalla al Mérito Agrícola
- Premio Nacional de Medio Ambiente (2001)